# Éra vlády
Éra vlády nebo doslovně jméno éry (čínsky tradičně 年號, zjednodušeně 年号, pinyin niánhào, český přepis nien-chao) je označení pro několikaleté období vlády panovníka používané v některých východoasijských státech. Jméno éry vyjadřuje základní směr nebo princip vládní politiky.
Zvyk vyhlašovat éru vlády vznikl v Číně, poprvé vyhlásil éru chanský císař Wen-ti roku 163 př. n. l. Vládci starověké a středověké Číny obvykle během svého panování vyhlásili několik ér, císaři posledních dvou dynastií (Ming 1368–1644 a Čching, která vládla v letech mezi lety 1644 a 1911) pouze jednu pro celou dobu své vlády. Císaři těchto dynastií jsou proto známi pod jmény svých ér. Éra byla používaná pro datování, například rok 1651 byl sedmým rokem éry Šun-č’; číslování roku se zvyšovalo vždy se začátkem čínského nového roku.
Systém panovnických ér byl převzat také v Koreji, Japonsku a Vietnamu.